# La Vallée-Mulâtre
La Vallée-Mulâtre est une commune française située dans le département de l'Aisne, en région Hauts-de-France.

### Localisation

Panorama du village.

## Géographie

### Hydrographie

#### Réseau hydrographique
La commune est située dans le bassin Artois-Picardie. Elle est drainée par Molain.

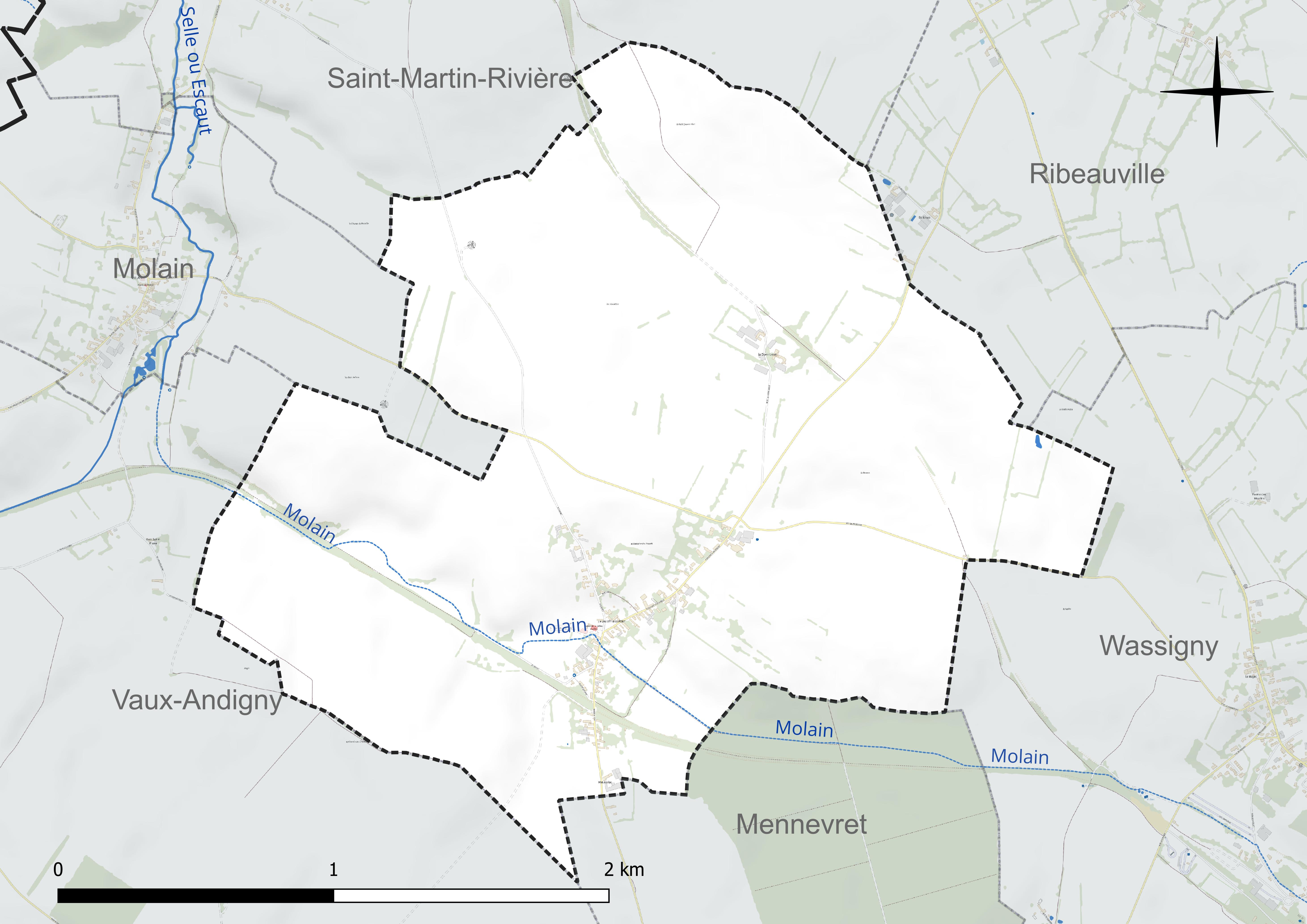
Réseau hydrographique de la Vallée-Mulâtre.

#### Gestion et qualité des eaux
Le territoire communal est couvert par le schéma d'aménagement et de gestion des eaux (SAGE) « Escaut ». Ce document de planification concerne un territoire de 2 005 km2 de superficie, délimité par le bassin versant de l'Escaut. Le périmètre a été arrêté le 9 juin 2006 et le SAGE proprement dit a été approuvé le 13 juillet 2021. La structure porteuse de l'élaboration et de la mise en œuvre est le syndicat mixte Escaut et Affluents (SyMEA).
La qualité des cours d'eau peut être consultée sur un site spécial géré par les agences de l'eau et l'Agence française pour la biodiversité.

### Climat
Pour des articles plus généraux, voir Climat des Hauts-de-France et Climat de l'Aisne.
En 2010, le climat de la commune est de type climat océanique dégradé des plaines du Centre et du Nord, selon une étude du CNRS s'appuyant sur une série de données couvrant la période 1971-2000. En 2020, Météo-France publie une typologie des climats de la France métropolitaine dans laquelle la commune est exposée à un climat océanique altéré et est dans la région climatique Nord-est du bassin Parisien, caractérisée par un ensoleillement médiocre, une pluviométrie moyenne régulièrement répartie au cours de l'année et un hiver froid (3 °C).
Pour la période 1971-2000, la température annuelle moyenne est de 9,8 °C, avec une amplitude thermique annuelle de 15 °C. Le cumul annuel moyen de précipitations est de 795 mm, avec 12,4 jours de précipitations en janvier et 9,3 jours en juillet. Pour la période 1991-2020, la température moyenne annuelle observée sur la station météorologique la plus proche, située sur la commune de Saint-Hilaire-sur-Helpe à 27 km à vol d'oiseau, est de 10,5 °C et le cumul annuel moyen de précipitations est de 802,4 mm,. Pour l'avenir, les paramètres climatiques de la commune estimés pour 2050 selon différents scénarios d'émission de gaz à effet de serre sont consultables sur un site spécial publié par Météo-France en novembre 2022.

## Urbanisme

### Typologie
Au 1er janvier 2024, La Vallée-Mulâtre est catégorisée commune rurale à habitat dispersé, selon la nouvelle grille communale de densité à 7 niveaux définie par l'Insee en 2022.
Elle est située hors unité urbaine et hors attraction des villes,.

### Occupation des sols
L'occupation des sols de la commune, telle qu'elle ressort de la base de données européenne d'occupation biophysique des sols Corine Land Cover (CLC), est marquée par l'importance des territoires agricoles (100 % en 2018), une proportion identique à celle de 1990 (100 %). La répartition détaillée en 2018 est la suivante : 
terres arables (66 %), prairies (28,1 %), zones agricoles hétérogènes (5,9 %).
L'évolution de l'occupation des sols de la commune et de ses infrastructures peut être observée sur les différentes représentations cartographiques du territoire : la carte de Cassini (XVIIIe siècle), la carte d'état-major (1820-1866) et les cartes ou photos aériennes de l'IGN pour la période actuelle (1950 à aujourd'hui).

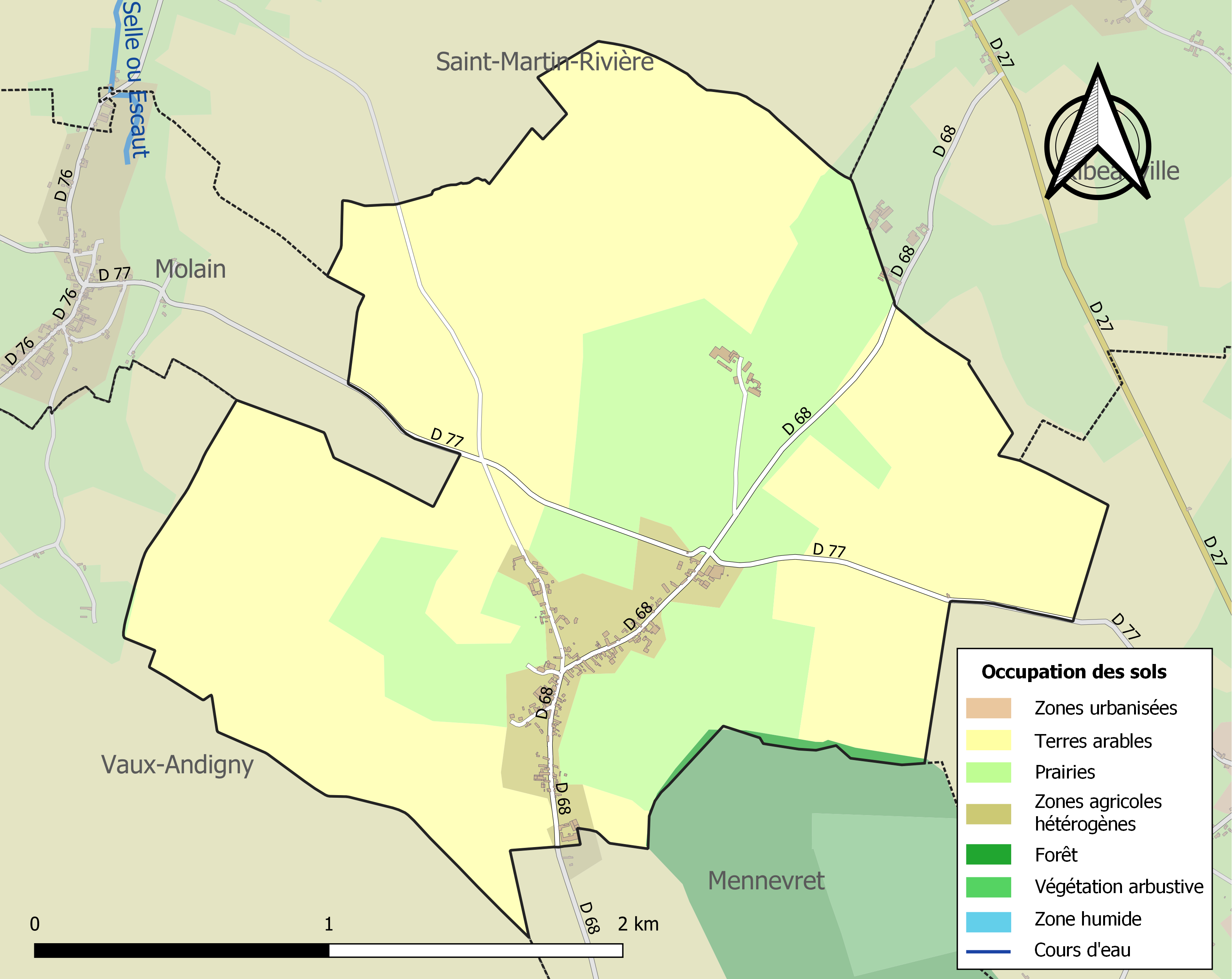
Carte de l'occupation des sols de la commune en 2018 (CLC).

## Toponymie
C'est par ordonnance royale du 27 février 1834 que cet ancien hameau, attesté sous la forme La Vallée-Mulatte, sera disjoint de la  commune de Saint-Martin-Rivière pour être érigé en commune sous le nom de La Vallée-Mulâtre.
Du latin vallis, « vallée », dans la vallée de la Selle.
Sens premier de mulatte ; dérivé de mulo (« mulet, animal hybride »), avec le suffixe -ato.

## Histoire
Carte de Cassini

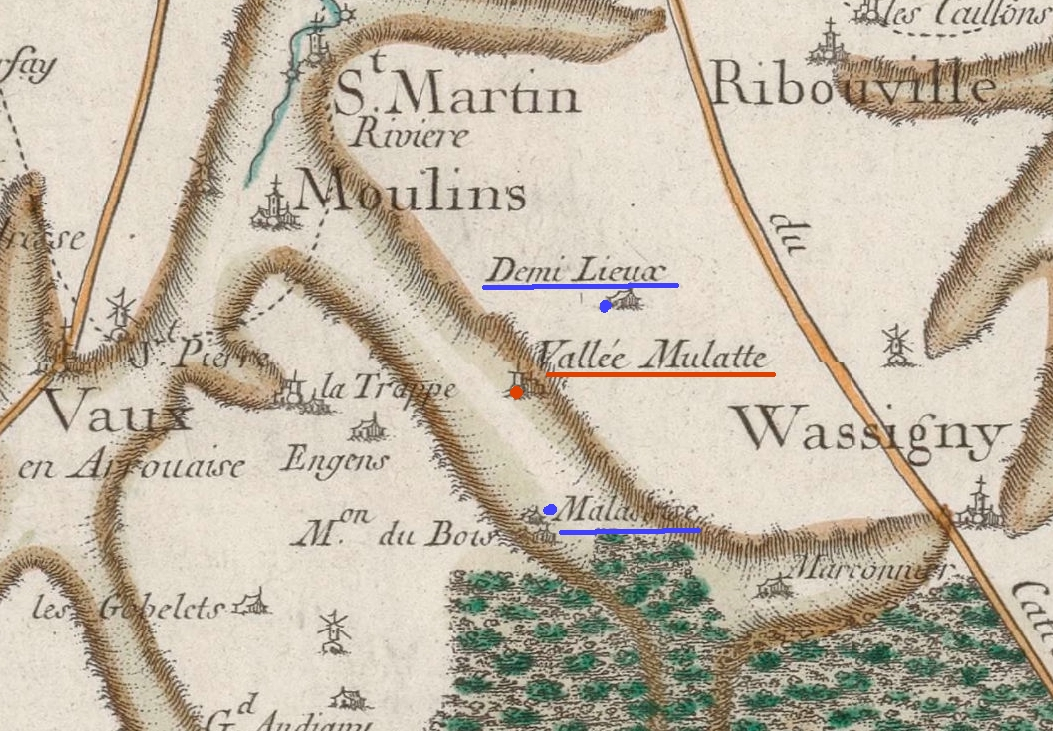
Carte de Cassini du secteur
(vers 1750).

La carte de Cassini montre qu'au XVIIIe siècle, La Vallée-Mulatte est un hameau sans église qui dépendait de la cure de Saint-Martin-Rivière.
Au nord-est, la ferme de Demi Lieux  existe encore aujourd'hui sous le nom de Demi-Lieue.

Au sud, la Ferme de Malassise est toujours présente à la sortie du village.

L'église dédiée à saint Pierre et saint Paul a été édifiée en 1859 et consacrée en 1860.
La mairie fut construite en 1881.

## Politique et administration

### Découpage territorial
La commune de Vallée-Mulâtre est membre de la communauté de communes Thiérache Sambre et Oise, un établissement public de coopération intercommunale (EPCI) à fiscalité propre créé le 1er janvier 2017 dont le siège est à Guise. Ce dernier est par ailleurs membre d'autres groupements intercommunaux.
Sur le plan administratif, elle est rattachée à l'arrondissement de Vervins, au département de l'Aisne et à la région Hauts-de-France. Sur le plan électoral, elle dépend du  canton de Guise pour l'élection des conseillers départementaux, depuis le redécoupage cantonal de 2014 entré en vigueur en 2015, et de la troisième circonscription de l'Aisne  pour les élections législatives, depuis le dernier découpage électoral de 2010.

### Administration municipale
| Période                                  | Période                       | Identité             | Étiquette | Qualité                        |
| ---------------------------------------- | ----------------------------- | -------------------- | --------- | ------------------------------ |
| Les données manquantes sont à compléter. |                               |                      |           |                                |
| avant 1877                               | après 1879                    | Lépousez             |           |                                |
| Les données manquantes sont à compléter. |                               |                      |           |                                |
| avant 1981                               |                               | Eugène Sérusier      |           |                                |
| Juin 1995                                | juillet 2020                  | Rémi Foix            | SE        | Réélu pour le mandat 2014-2020 |
| juillet 2020                             | En cours (au 14 juillet 2020) | Jean-Pierre Degardez |           |                                |

## Démographie

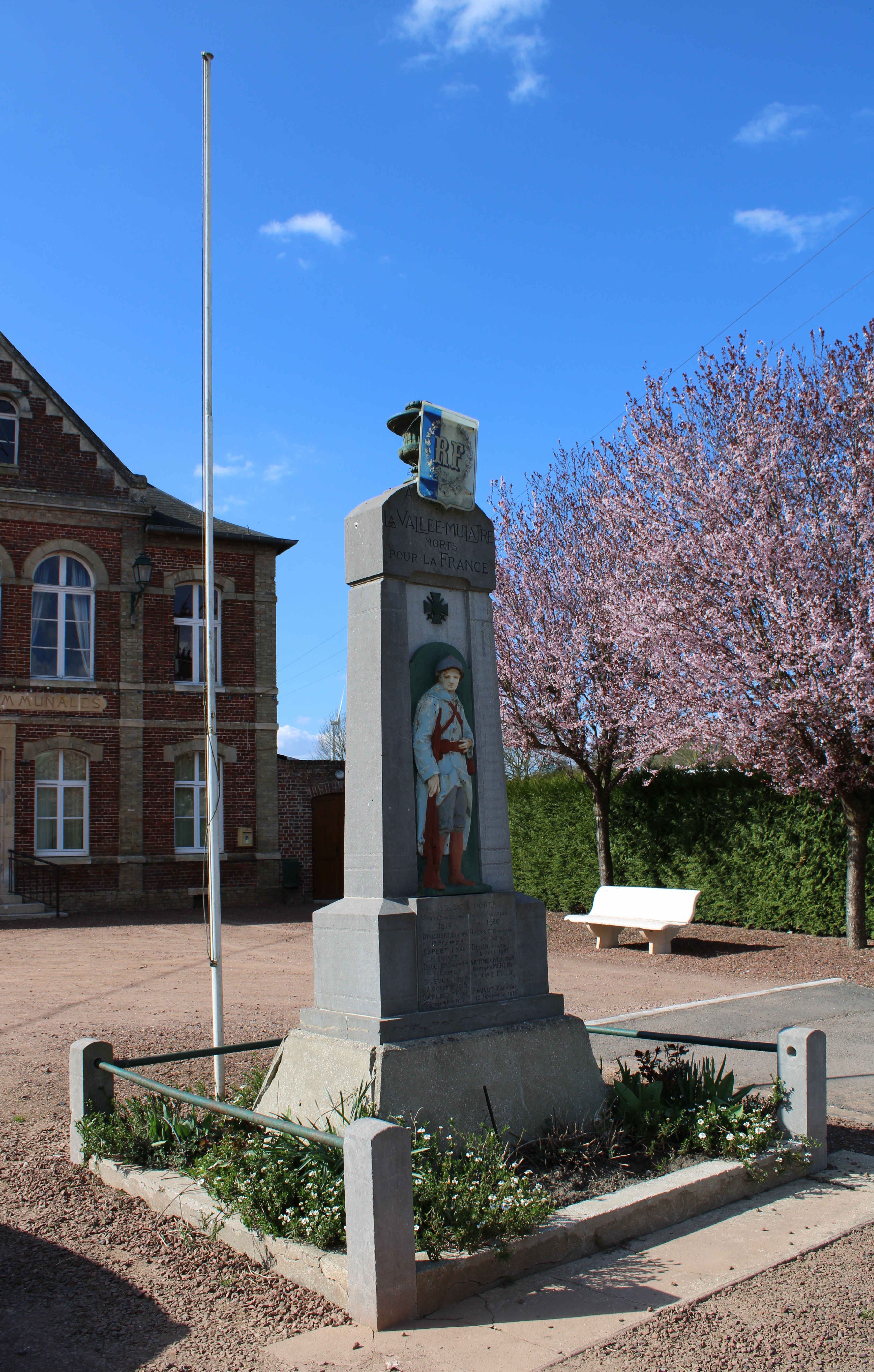
Le monument aux morts.

Panneau touristique à l'entrée du village.

L'évolution du nombre d'habitants est connue à travers les recensements de la population effectués dans la commune depuis 1866. Pour les communes de moins de 10 000 habitants, une enquête de recensement portant sur toute la population est réalisée tous les cinq ans, les populations de référence des années intermédiaires étant quant à elles estimées par interpolation ou extrapolation. Pour la commune, le premier recensement exhaustif entrant dans le cadre du nouveau dispositif a été réalisé en 2007.

En 2022, la commune comptait 147 habitants, en évolution de −4,55 % par rapport à 2016 (Aisne : −1,97 %, France hors Mayotte : +2,11 %).
| 1866 | 1872 | 1876 | 1881 | 1886 | 1891 | 1896 | 1901 | 1906 |
| ---- | ---- | ---- | ---- | ---- | ---- | ---- | ---- | ---- |
| 600  | 527  | 505  | 436  | 441  | 405  | 366  | 319  | 312  |

| 1911 | 1921 | 1926 | 1931 | 1936 | 1946 | 1954 | 1962 | 1968 |
| ---- | ---- | ---- | ---- | ---- | ---- | ---- | ---- | ---- |
| 297  | 232  | 241  | 209  | 202  | 199  | 214  | 208  | 204  |

| 1975 | 1982 | 1990 | 1999 | 2006 | 2007 | 2012 | 2017 | 2022 |
| ---- | ---- | ---- | ---- | ---- | ---- | ---- | ---- | ---- |
| 182  | 148  | 148  | 145  | 142  | 141  | 160  | 148  | 147  |

## Lieux et monuments

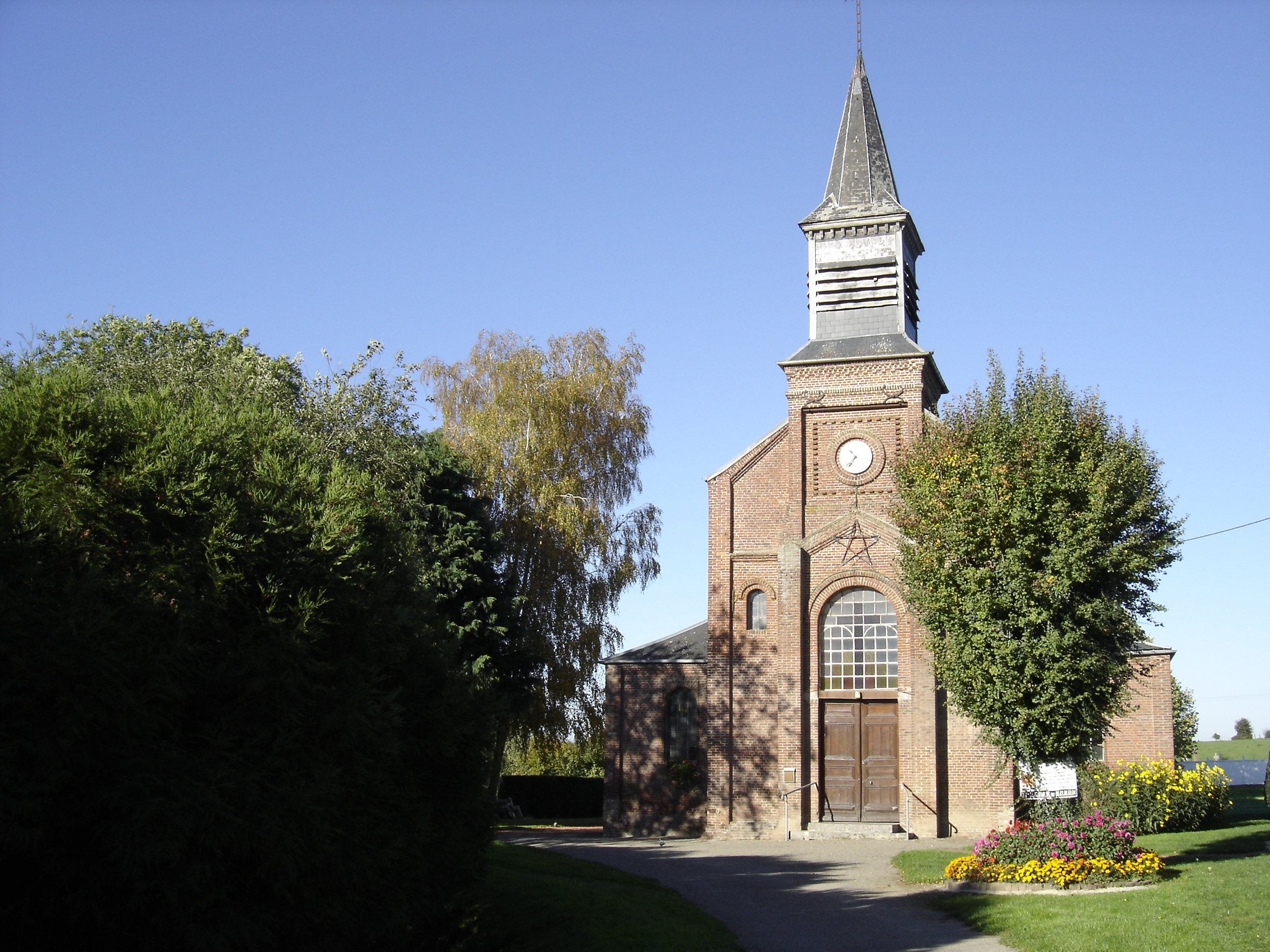
Église Saint-Pierre-et-Saint-Paul.

- Église Saint-Pierre-et-Saint-Paul.
- La Vallée-Mulâtre Communal Cemetery Extension.
- Oratoire consacré à la Vierge : l'inscription portée sur l'oratoire, sommé d'une croix en fer forgé, mentionne juste sa dédicace à la Vierge et sa date de réalisation, 1782[23].